# Rafael Furlan
Rafael Furlan Soares (Quirinópolis, 20 settembre 1994) è un calciatore brasiliano, difensore del Floresta.

## Caratteristiche tecniche
È un terzino sinistro.

## Carriera
Cresciuto nel settore giovanile del Joinville, ha esordito in prima squadra il 29 novembre 2014 in occasione del match di Série B perso 1-0 contro l'Oeste.

## Palmarès

### Competizioni nazionali
- Campeonato Brasileiro Série B: 1

Joinville: 2014